# TJ Lokomotiva Česká Třebová
TJ Lokomotiva Česká Třebová (celým názvem: Tělovýchovná jednota Lokomotiva Česká Třebová) je český klub ledního hokeje, který sídlí ve městě Česká Třebová v Pardubickém kraji. Založen byl v roce 1936 pod názvem SK Parník. V roce 2024 klub ukončil činnost z finančních důvodů, mládež nadále působí pod hlavičkou TJ Lokomotiva Česká Třebová. V roce 2025 se mužský hokej vrátil a zařadil se zpátky do Královéhradecké a Pardubické krajské ligy pod staronovým názvem TJ Lokomotiva Česká Třebová. Klubové barvy byla modrá, bílá a červená.
Své domácí zápasy odehrávál na zimním stadionu Na Skalce s kapacitou 976 diváků.

## Historické názvy
Zdroj:
- 1936 – SK Parník (Sportovní klub Parník)
- Sokol Parník
- TJ Utex Parník (Tělovýchovná jednota Utex Parník)
- TJ Sokol Perla Česká Třebová (Tělovýchovná jednota Sokol Perla Česká Třebová)
- TJ Jiskra Česká Třebová (Tělovýchovná jednota Jiskra Česká Třebová)
- TJ Lokomotiva Česká Třebová (Tělovýchovná jednota Lokomotiva Česká Třebová)
- 2013 – HC Kohouti Česká Třebová (Hockey Club Kohouti Česká Třebová)[3]
- 2025 – TJ Lokomotiva Česká Třebová (Tělovýchovná jednota Lokomotiva Česká Třebová)

## Významné zápasy na zimním stadionu Na Skalce
- Česko 17 – Finsko 17, hokejový přátelský zápas 2009
- Česko 20 – USA 20, hokejový přátelský zápas 2008 – hráli za Českou reprezentaci např.: Jakub Voráček, Michael Frolík
- Česko 18 – Lotyšsko 18, hokejový přátelský zápas 2007
- Česko – Itálie, přátelský zápas ve sledge hokeji, 2008
- Přátelské zápasy extraligových týmů: HC ČSOB Pojišťovna Pardubice, HC Kometa Brno, HC Bílí Tygři Liberec, HC Fribourg-Gottéron (Švýcarsko)
- Showmatch : Lokomotiva Česká Třebová – Olymp Praha, 2007

## Přehled ligové účasti
Stručný přehled
Zdroj:
- 2007–2009: Pardubický krajský přebor (5. ligová úroveň v České republice)
- 2009–2011: Pardubická krajská soutěž (5. ligová úroveň v České republice)
- 2011–2012: Pardubická krajská liga (4. ligová úroveň v České republice)
- 2012–2013: Pardubická krajská liga – sk. Východ (4. ligová úroveň v České republice)
- 2013–2021 : Pardubická krajská liga (4. ligová úroveň v České republice)
- 2021–2024 : Královéhradecká a Pardubická krajská liga (4. ligová úroveň v České republice)
- 2025–: Královéhradecká a Pardubická krajská liga (4. ligová úroveň v České republice)

Jednotlivé ročníky
Zdroj:
Legenda: ZČ - základní část, červené podbarvení - sestup, zelené podbarvení - postup, fialové podbarvení - reorganizace, změna skupiny či soutěže
| Česko (2007 – ) |                                      |           |           |                                       |              |
| Sezóny          | Soutěž                               | Úroveň    | ZČ        | Play-off, nadstavba, sk. o udržení... | Poznámky     |
| 2007/08         | Pardubický krajský přebor            | 5. úroveň | 6. místo  | Zápas o 5. místo (prohra)             |              |
| 2008/09         | Pardubický krajský přebor            | 5. úroveň | 4. místo  | Zápas o 3. místo (výhra)              | Reorganizace |
| 2009/10         | Pardubická krajská soutěž            | 5. úroveň | 2. místo  | Zápas o 3. místo (výhra)              |              |
| 2010/11         | Pardubická krajská soutěž            | 5. úroveň | 4. místo  | Zápas o 5. místo (prohra)             | Reorganizace |
| 2011/12         | Pardubická krajská liga              | 4. úroveň | 11. místo | Nadstavba B (4. místo)                | Reorganizace |
| 2012/13         | Pardubická krajská liga – sk. Východ | 4. úroveň | 1. místo  | O pohár Vladimíra Martince (Předkolo) | Reorganizace |
| 2013/14         | Pardubická krajská liga              | 4. úroveň | 7. místo  | Zápas o 5. místo (prohra)             |              |
| 2014/15         | Pardubická krajská liga              | 4. úroveň | 6. místo  | Zápas o 3. místo (výhra)              |              |
| 2015/16         | Pardubická krajská liga              | 4. úroveň | 3. místo  | Zápas o 3. místo (výhra)              |              |
| 2016/17         | Pardubická krajská liga              | 4. úroveň | 1. místo  | Finále                                |              |
| 2017/18         | Pardubická krajská liga              | 4. úroveň | 2. místo  | Finále                                |              |
| 2018/19         | Pardubická krajská liga              | 4. úroveň | 5. místo  | Vítěz                                 | Kvalifikace  |
| 2019/20         | Pardubická krajská liga              | 4. úroveň | 1. místo  | Čtvrtfinále                           |              |
| 2020/21         | Pardubická krajská liga              | 4. úroveň | –         |                                       | Zrušeno      |
| 2021/22         | Pardubická krajská liga              | 4. úroveň | 1.místo   |                                       |              |
| 2022/23         | Pardubická krajská liga              | 4. úroveň | 1.místo   |                                       |              |
| 2023/24         | Pardubická krajská liga              | 4. úroveň | 1.místo   | Vítěz                                 |              |